# Brevipalpus nangalensis
Brevipalpus nangalensis är en spindeldjursart som beskrevs av Sadana och Kaur 1992. Brevipalpus nangalensis ingår i släktet Brevipalpus och familjen Tenuipalpidae. Inga underarter finns listade.